# Jennifer Coolidge
Jennifer Audrey Coolidge (Boston, 28 augustus 1961) is een Amerikaans actrice. Ze is bekend van haar rollen in de American Pie-films als de moeder van Stifler, Hilary Duffs stiefmoeder in A Cinderella Story en Paulette de manicurist in Legally Blonde en het vervolg daarop. Verder is ze onder meer te zien in Epic Movie en Date Movie en speelde ze de rol van Bobbie Morganstern, Joeys agente, in Joey. Zij oogstte goede kritieken voor haar rol als Tanya in de televisieserie The White Lotus. Voor die rol ontving zij in 2022 een Emmy Award en een Golden Globe.

## Filmografie
- 1997: Plump Fiction
- 1997: Trial and Error
- 1998: Brown's Requiem
- 1998: A Night at the Roxbury
- 1998: Slappy and the Stinkers
- 1999: American Pie
- 1999: Austin Powers: The Spy Who Shagged Me
- 2000: Best in Show
- 2000: The Broken Hearts Club: A Romantic Comedy
- 2001: American Pie 2
- 2001: Down to Earth
- 2001: Legally Blonde
- 2001: Pootie Tang
- 2001: Zoolander
- 2003: American Wedding
- 2003: As Virgins Fall
- 2003: Carolina
- 2003: Legally Blonde 2: Red, White & Blonde
- 2003: A Mighty Wind
- 2003: Testosterone
- 2004: A Cinderella Story
- 2004–2006: Joey

- 2004: Lemony Snicket's A Series of Unfortunate Events
- 2005: Robots
- 2006: American Dreamz
- 2006: Click
- 2006: Date Movie
- 2006: For Your Consideration
- 2007: Epic Movie
- 2008: Dr. Dolittle: Tail to the Chief
- 2008: Igor
- 2008: Living Proof
- 2008: Soul Men
- 2009: Bad Lieutenant: Port of Call - New Orleans
- 2009: ExTerminators
- 2009: Gentlemen Broncos
- 2009: The Jack of Spades
- 2012–2017: 2 Broke Girls
- 2012: American Pie: Reunion
- 2017: The Emoji Movie
- 2021: Single All the Way
- 2021–heden: The White Lotus
- 2022: The Watcher
- 2024: Monsters at Work (stem)
- 2024: Riff Raff
- 2025: A Minecraft Movie

- Bibsys: 11031714
- Biblioteca Nacional de España: XX4580987
- Bibliothèque nationale de France: cb14166288c (data)
- Gemeinsame Normdatei: 142117099
- International Standard Name Identifier: 0000 0001 1878 901X
- Library of Congress Control Number: no2003068923
- Nationale Bibliotheek van Tsjechië: xx0075409
- Nationale Bibliotheek van Israël: 987007428769605171
- Nationale Bibliotheek van Polen: a0000001835507
- Système universitaire de documentation: 266204333
- Virtual International Authority File: 85793967
- WorldCat: E39PBJkHrCQ9pPhtt7X6JV86Kd